# Dispersionsfärg
Dispersionsfärg avser vanligen målarfärg där bindemedlet är dispergerat i en vätska det inte är lösligt i, oftast vatten.
De flesta dispersionsfärger är vanliga latexfärger, det vill säga vattenburna akryl(at)- eller PVA-färger, och det förekommer att de används som synonymer.
Målarfärger med olja dispergerat i vatten är också dispersionsfärger, och mer precist emulsionsfärger. Även om termen emulsion egentligen endast avser dispersion av vätska i vätska, så förekommer det att även andra typer, såsom akrylatfärger, kallas för emulsionsfärger i vardagligt tal.
Det finns även silikatfärger som tillsatts en liten del organiskt material för att bromsa härdningen och därför går att köpa färdigblandade som så kallade dispersionssilikatfärger. Ren silikatfärg levereras däremot i två komponenter och börjar härda när dessa blandas.